# Sergej Alifirenko
Sergej Gennad'evič Alifirenko (in russo Серге́й Геннадиевич Алифиренко?; Kirovakan, 21 gennaio 1959) è un tiratore a segno russo.

## Palmarès

### Olimpiadi
- 2 medaglie:
  - 1 oro (Sydney 2000 nella pistola 25 m automatica)
  - 1 bronzo (Atene 2004 nella pistola 25 m automatica)